# Орден Корони (Кусі)

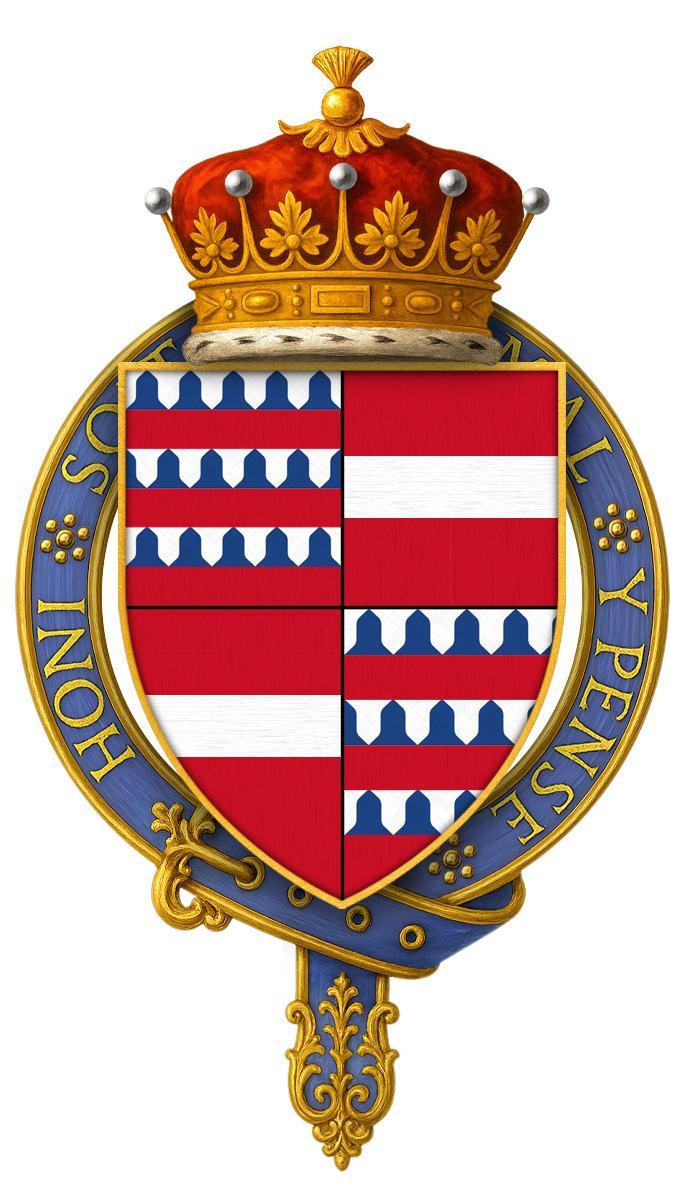
Герб сеньйорів Кусі

Орден Корони — середньовічний лицарський орден, заснований 1378 року Пікардійським сеньйором Енгераном VII Кусі. Орден проіснував недовго. Після смерті засновника він занепав.
Енгеран VII (1339-1397) був сеньйором Кусі, Марль, Ла-Фер, Кресі-сюр-Сер, Уазі, графом Суассон і Альбемарль в Пікардії. Син сеньйора Енгеррана VI Кусі та Катерини Австрійської фон Габсбург.
Енгеран VII брав активну участь у битвах Столітньої війни. А 1358 року у своїх володіннях придушив селянське повстання, що увійшло в історію під назвою Жакерія.

Боровся проти короля Наварри Карла II.

1378 року Енгеран VII зайняв Бойє, Карантан, Муліно, Конш і Пасії. 
Енгеран VII заснував Орден Корони після успішної кампанії в Нормандії, де він відвоював Бойє та інші нормандські володіння короля Наварри Карла II. 
Орден отримав корону як символ, оскільки цей предмет, як можна прочитати у вірші Есташа Дешана, присвяченому цьому ордену, «є символом не лише величі та могутності, але й гідності, чесноти та високої поведінки короля». Знаком ордену була діадема з дванадцятьма перлинами. Вони означали дванадцять квітів (складових) влади: віра, доброчесність, помірність, благочестя, розсудливість, щирість, честь, сила, милосердя, щедрість, солідарність і великодушність. Якості, які «проливають світло на всіх менш видатних».
У час коли Енгеран заснував свій орден, він також обрав собі нову печатку. На ній на фоні корони зображена фігура, яка тримає корону догори сподом. Це могло бути й емблемою Ордену.
Особливим було те, що Орден Корони включав не лише лицарів, а зброєносців (ще не посвячених у лицарі воїнів шляхетного походження) та одружених і неодружених пань.
26 квітня 1390 року, готуючись до кампанії проти мусульман у країну Берберія, Енгеран пожертвував Ордену Целестинців, суворому й аскетичному чернечому ордену, дохід у 400 ліврів на рік і гроші на будівництво монастиря для двадцяти ченців на своїй території у Вільневі на березі Ени, неподалік від Суассону. У записі йдеться про «постійні молитви за нього самого, його нинішню дружину, предків і нащадків, а також усіх лицарів і дам його Ордену Корони». 
Дарма що орден заснував не король Франції, а могутній сеньйор Кусі, нагороду визнав лицарським орденом король Луї I Орлеанський. Крім цього, хоча Орден Корони не належить напряму до Французького королівства, сучасна французька історіографія називає його одним з історичних орденів Франції.